# Franciszek Koc
Franciszek Koc (ur. 1913, zm. 1983) – polski duchowny starokatolicki, biskup i ordynariusz diecezji wrocławskiej Kościoła Polskokatolickiego w PRL.

## Życiorys
W okresie II wojny światowej był jednym z najaktywniejszych duchownych i działaczy Polskiego Narodowego Kościoła Katolickiego na terenie Lubelszczyzny. We wrześniu 1944 wszedł w skład Tymczasowej Rady Polskiego Narodowego Kościoła Katolickiego w Polsce z siedzibą w Lublinie, był również jednym z twórców i sygnatariuszy memoriału wraz z prośbą o prawne uznanie PNKK w Polsce złożonego we wrześniu 1944 w Departamencie Wyznaniowym PKWN. Był także współinicjatorem Ogólnego Zjazdu Duchowieństwa z marca 1945 w Warszawie na którym wybrano nową Radę Kościoła. W okresie stalinowskim, który nastąpił po zakończeniu II wojny światowej ks. Franciszek Koc, był represjonowany przez Urząd Bezpieczeństwa. 17 stycznia 1951 roku został aresztowany (oskarżany był o współpracę z Gestapo oraz szpiegostwo na rzecz wywiadów brytyjskiego i amerykańskiego). Śledztwo w jego sprawie umorzono 4 grudnia 1951. W lipcu 1966 roku został powołany na ordynariusza diecezji wrocławskiej (jego następcą został w 1968 roku, ks. Walerian Kierzkowski).
Ks. biskup Koc pochowany jest na cmentarzu komunalnym przy ul. Kcyńskiej w Bydgoszczy.